# براندیسک
براندیسک (به چکی: Brandýsek) یک منطقهٔ مسکونی در جمهوری چک است که در شهرستان کلادنو واقع شده‌است. براندیسک ۳٫۸۹ کیلومتر مربع مساحت و ۱٬۸۵۱ نفر جمعیت دارد و ۲۸۵ متر بالاتر از سطح دریا واقع شده‌است.